# 金東昱 (短道速滑運動員)
金東昱（1993年4月23日—），韓國短道速滑運動員，他代表韓國隊參加了中國舉行的2022年冬季奧林匹克運動會，並且在男子5000米接力比賽上獲得銀牌。